# Sheryn Regis
Sheryn Mae Poncardas Regis, lepiej znana jako Sheryn Regis (ur. 26 listopada 1980 w prowincji Cebu) – filipińska piosenkarka, aktorka oraz przedsiębiorczyni. 
Popularność zyskała 2003 roku dzięki filipińskiemu konkursowi talentów Search for the Star in a Million. W wieku 18 lat, poślubiła Earla Vincenta Echiverriego, który jest o dwadzieścia lat starszy od niej. Mają córkę Sweety. W 2010 roku razem z mężem i dzieckiem wyemigrowała do USA.

## Wyróżnienia
Jest uhonorowana tytułem „Kryształowy głos Azji” (ang. Crystal Voice of Asia).